# Síndrome de Miescher

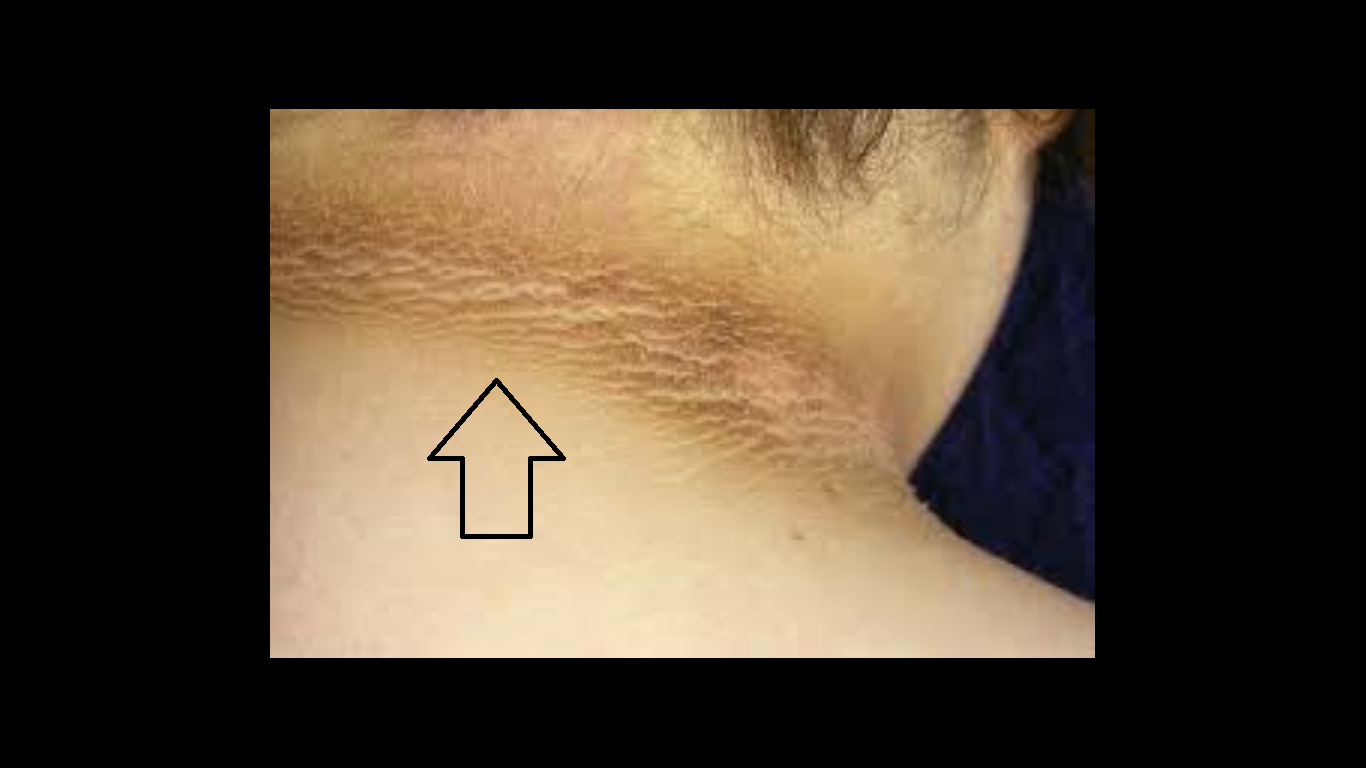

A síndrome de Miescher é uma síndrome hereditária caracterizada pela acantose nigricans em combinação com hipertricose, deficiência de crescimento, desordens semelhantes a lipodistrofia, diabetes resistente à insulina e malformações orofaciais. O organismo é pequeno e fino e é desprovido de tecido adiposo subcutâneo que geralmente ocorre no início da vida adulta; podendo apresentar edema facial, paralisia nos nervos faciais e língua fissurada.